# José María Parramón
José María Parramón Vilasaló (Barcelona, 1919 - íd., 2002) fue un escritor, pintor, dibujante, diseñador gráfico y editor español, famoso como autor y editor de obras de divulgación técnica sobre pintura y dibujo, de las que escribió más de ciento veinte y con las cuales llegó a ser el español más traducido después de Miguel de Cervantes (466 traducciones).

## Biografía
Nació en las montañas catalanas, hijo de una humilde familia humilde de emigrantes de Seo de Urgel; su padre era panadero. De temprana vocación por el dibujo, cursó estudios nocturnos en una escuela de arte y ganó algunos premios de pintura en la Barcelona de los años treinta, entre ellos, a los 18 años, el premio de pintura Barcelona Juventud. Durante la Guerra Civil combatió en la Batalla del Ebro, donde una herida en la pierna le dejó leves secuelas. Empezó a dibujar para la publicidad y a trabajar en una imprenta, y en 1959 fundó la escuela Parramón, que comenzó a editar cursos de dibujo y pintura por correspondencia; remaquetó todo ese material para hacer libros de enseñanza y divulgación del oficio artístico.
En 1960 creó Parramón Ediciones S. A., que imprimió sobre todo sus manuales para pintores y dibujantes aficionados con gran éxito, aunque también abordó otros temas en su último periodo como los perros y el ajedrez, la divulgación musical y también los libros infantiles, para los cuales trabajaron algunos de los mejores ilustradores e ilustradoras del momento. Esta editorial fue pionera en imprimir directamente en España los libros en todos los idiomas y venderlos al extranjero completamente acabados. La empresa creció y empezó a vender mucho en Europa, Latinoamérica, Asia y Estados Unidos. Pero la devaluación de las divisas latinoamericanas empezó a crear problemas económicos. Entonces se adaptaron a formato libro las célebres series francesas Érase una vez la vida o Érase una vez el hombre, y también la estadounidense Barrio Sésamo, volúmenes muy vendidos en los quioscos. Finalmente la editorial se vendió al grupo colombiano Carvajal, y hoy en día pertenece a la editorial Paidotribo. José María Parramón se dedicó desde 1967 a la docencia en la antigua Escuela Massana de Barcelona, una de las más importantes de España en la educación artística. También formó parte de Asociación del Instituto de Diseñadores Gráficos. Como hombre siempre activo y emprendedor, aprendió a tocar el piano a los cuarenta años (la música clásica era su otra gran pasión) y se inició en la informática ya entrado en los setenta. 
Entre sus obras destacan los libros prácticos dedicados a enseñar el oficio a artistas aficionados, como El gran libro del dibujo, Cómo pintar a la acuarela, Teoría y práctica del color, que tuvieron gran acogida internacional. Publicó más de ciento veinte, y una de sus obras, La pintura al óleo, vendió unos dos millones y medio de ejemplares. Con Miquel Ferrón Geis escribió un Curso completo de pintura y dibujo que superaba los setenta volúmenes. Otra de sus obras fue Cómo dibujar historietas (1966), planteada como una visita al estudio del dibujante Jesús Blasco, que se encargó de las ilustraciones. Cubrió todos los aspectos y técnicas de la pintura y del dibujo, y además dirigió y editó obras colectivas en la serie "Música y músicos" sobre compositores de música clásica, su otra gran pasión. Sus libros sobre arte fueron muy traducidos, en especial al inglés, francés, alemán, italiano, neerlandés, danés, portugués y japonés. Otras veces trabajó con colaboradores como Gabriel Martín Roig y varios más. Tuvo tres hijos: el economista Josep María Parramón, la doctora Mercè Parramon y la antropóloga Clara Parramón.

## Obras (incompleto)
- Con Miquel Ferrón Geis, Curso completo de pintura y dibujo, varios vols.
- Cómo dibujar historietas (1966)
- El gran libro de la pintura al óleo: la historia, el estudio, los materiales, las técnicas, los temas, la teoría y la práctica de la pintura al óleo
- El gran libro del dibujo: la historia, el estudio, los materiales, las técnicas, los temas, la teoría y la práctica del dibujo artístico
- El gran libro de la acuarela: la historia, el estudio, los materiales
- Cómo dibujar la figura humana: estudio teórico y práctico de las dimensiones y proporciones, la perspectiva, la anatomía y el dibujo en todo su valor de la figura humana
- El libro para pintar paisajes a la acuarela, al óleo
- Cómo pintar paisajes al óleo
- El gran libro del color
- Cómo dibujar letras de logotipos
- Cómo dibujar
- Cómo dibujar la cabeza humana y el retrato
- Pintando flores a la acuarela
- Cómo dibujar al carbón, sanguina y cretas
- Teoría y práctica del color
- Todo sobre la técnica del color
- Consejos prácticos sobre materiales, acuarela
- Consejos prácticos sobre pintura a la acuarela
- Materiales óleo
- Láminas modelo para aprender a dibujar
- Pluma, estilógrafo, rotulador
- Pintura al óleo
- Cómo pintar un cuadro célebre
- Así se compone un cuadro
- Así se pinta al pastel, a la cera, al témpera, al monotip y collage
- Así se pinta un mural
- Pintando marinas a la acuarela
- El bodegón al óleo
- Así se pinta un cartel
- Así se pinta con lápices de colores
- Cómo dibujar en perspectiva
- Dibujando retratos
- Luz y sombra en pintura
- Perspectiva para artistas
- Pintura creativa. La forma
- Mezclar colores
- El desnudo al óleo
- El autorretrato